# Libera me (Bruckner, 1843)
Libera me, WAB 21, ist die erste von zwei Vertonungen des Libera me, komponiert von Anton Bruckner in ca. 1843.

## Entstehung und Stellung im Gesamtwerk
Bruckner komponierte die Motette während seines Aufenthalts in Kronstorf. Das Werk wurde vermutlich zu dieser Zeit aufgeführt.
Das Originalmanuskript ist verschollen, aber es gibt zwei gute Kopien, davon eine von Max Auer (Kronstorf, 1903).
Die Motette wurde zuerst in Band I, S. 243–248 der Göllerich/Auer-Biographie veröffentlicht. Die Motette ist in Band XXI/3 der Gesamtausgabe herausgegeben.

## Musik
Das Werk in F-Dur ist für gemischten Chor und Orgel besetzt.
In diesem Jugendwerk sind zwei Teile des Responsoriums nicht enthalten: das zweite Quando caeli movendi sunt et terra und das zweite Dum veneris iudicare saeculum per ignem.

## Diskografie
Es gibt ein paar Aufnahmen von dieser ersten Vertonung vom Libera me:
- Joseph Pancik, Prager Kammerchor: Anton Bruckner: Motetten / Choral-Messe – CD: Orfeo C 327 951 A, 1993 – Transkription a cappella mit Wiederholung der ersten Strophe
- Dan-Olof Stenlund, Malmö Kammerchor: Bruckner: Ausgewählte Werke – CD: Malmö Chamber Choir MKKCD 051, 2004
- Thomas Kerbl, Chorvereinigung Bruckner 09: Anton Bruckner: Chöre/Klaviermusik – CD: LIVA 034, 2009
- Łukasz Borowicz: Anton Bruckner: Requiem, RIAS Kammerchor Berlin, Akademie für Alte Musik Berlin – CD: Accentus ACC30474, 2019 – Cohrs-Ausgabe mit überarbeiteter Orgelbegleitung und Wiederholung der ersten Strophe
- Sigvards Klava, Lettischer Rundfunkchor: Bruckner: Latin Motets – CD: Ondine OD 1362, 2019
- Christian Erny, Zürcher Kammersänger: Bruckner Spectrum – CD: Berlin Classics LC06203, 2022